# Jill Vandermeulen
 (juin 2018).
Si vous disposez d'ouvrages ou d'articles de référence ou si vous connaissez des sites web de qualité traitant du thème abordé ici, merci de compléter l'article en donnant les références utiles à sa vérifiabilité et en les liant à la section « Notes et références ».
Jill Vandermeulen, née le 3 décembre 1987 à Uccle, est une youtubeuse, influenceuse, animatrice et chroniqueuse de télévision belge francophone.

## Biographie
En 2005, elle participe, à 17 ans, comme candidate à la cinquième saison de Star Academy sur la chaîne française TF1.
Elle a été Playmate avant de travailler à la télévision,. Entre 2015 et 2024, Jill Vandermeulen est animatrice de télévision sur la chaîne RTL tvi,.
De février à juillet 2017, elle coprésente avec Bertrand Chameroy l'émission d'infodivertissement OFNI, l'info retournée, sur la chaîne française W9 en remplacement d'Adèle Galloy. 
En 2017, elle ouvre sa chaîne YouTube spécialisée dans les explorations urbaines nocturnes, nommée Silent Jill (référence au jeu Silent Hill), comptant un peu plus de 774 000 abonnés en 2024[réf. nécessaire].
Depuis 2020, elle partage sur sa seconde chaîne YouTube nommée Jill comptant 338 000 abonnés[réf. nécessaire] (en 2024), son quotidien à travers des vlogs, tests de divers produits, interviews, et capsules sérieuses et humoristiques.[pertinence contestée]
Depuis 2021, Jill et son compagnon (Simon Gérard)[réf. nécessaire] ont créé la marque Yashi, des bougies conçues pour apaiser l’âme et rétablir l’équilibre intérieur. Fruit de deux ans de travail, elle allie des senteurs rares à une pierre semi-précieuse aux vertus apaisantes. Fabriquée artisanalement en Belgique avec des matériaux issus d’une démarche éthique, elle invite à la sérénité et à la reconnexion à soi.[pertinence contestée]
En mai 2022, elle annonce la sortie de son premier single On verra. Cette chanson, diffusée sur Radio Contact (propriété de	RTL Belgium SA) , représente pour elle une "énorme revanche sur la vie" et la concrétisation d'un rêve de longue date. Jill a exprimé sa gratitude envers ses fans et espère que son morceau leur apportera joie et réconfort. Elle souligne également l'importance de croire en ses rêves, affirmant qu'il n'est jamais trop tard pour les réaliser[pertinence contestée].

### Vie privée
- Si vous ne connaissez pas le sujet, laissez ce bandeau (vous pouvez alors contacter les auteurs).
- Si vous supprimez le contenu mis en cause (vous pouvez préalablement contacter les auteurs),

argumentez précisément cette suppression dans la page de discussion
(un manque de référence n'est pas un argument ; une recherche réelle de référence doit avoir été effectuée, être formellement documentée).
Le 1er mars 2010, à l'âge de 22 ans, elle accouche de son premier enfant, Bella-June, dont le père biologique est absent depuis la naissance. Elle épouse ensuite Loïc De Vrye qui adopte légalement Bella-June, puis ils ont deux enfants ensemble : James (né le 15 août 2012) et Jude (né le 28 décembre 2014), avant de divorcer en 2016. 
De 2017 à 2018, elle est en couple avec le youtubeur Anthony Lastella, puis avec l'influenceur Tom Vdink en 2018. 
Depuis le 10 décembre 2018, elle partage la vie de Simon Gérard, ex-manager de Maxence et Loïc Nottet. Le 12 novembre 2022, elle donne naissance à une petite fille, Charlie-Jane. 

## Émissions de télévision

### Animation d'émissions
- 2015-2021 : Speakerine (RTL tvi)[11]
- 2016-2017 : OFNI, l'info retournée (coprésentée avec Bertrand Chameroy, W9)
- 2018 : Le grand bêtisier des 30 ans (RTL tvi)
- 2018-2024 : I Comme « co animation » (RTL tvi)
- 2021- 2024 : Ados et Criminels ( Plug Rtl )
- 2022-2024 : Docs de choc (Club RTL)

### Participations
- 2002 : Pour la gloire (septième saison) (RTBF)
- 2005 : Star Academy (cinquième saison) (TF1)

## Filmographie
- 2017 : Hérésis, court-métrage d'Anael Ca
- Depuis 2017 : Silent Jill (web série YouTube) : elle-même
- 2022 : #No Filter ( son propre rôle Silent Jill)

### Doublage
- 2022 : #No_Filter : voix additionnelles

## Discographie

### Singles
- 2002 : Chanter avec les finalistes de Pour la gloire
- 2005 : Je ne suis pas un héros (Star Academy)
- 2022 : On verra (Enregistrement promotionnel)

### Albums au sein de télé-crochets
- 2002 : Les Finalistes 2002
- 2005 : Star Academy chante Daniel Balavoine

## Distinction
Dans l'édition 2018 de la cérémonie qui récompense le meilleur du pire des médias belges francophones, elle a reçu la Mouche d’Or de « L’animatrice qui a plus de followers sur Instagram que de téléspectateurs ».
En septembre 2024, lors de la Creators Night, Jill a été élue créatrice de contenu belge de l'année. Elle se considère comme une "daronne" dans ce métier encore souvent décrié. Jill a su se démarquer par son authenticité et son engagement envers sa communauté, contribuant à la reconnaissance des créateurs de contenu en Belgique[pertinence contestée].
En décembre 2024, lors de la cérémonie des Ciné Télé Revue Awards, elle remporte le prix influenceur / créateur de contenu de l’année.